# أنديرس غران
أنديرس غران (بالسويدية: Anders Grahn)‏ هو كاتب أغاني ومنتج أسطوانات وموسيقي سويدي، ولد في 12 يونيو 1979 في مالمو في السويد.

## روابط خارجية
- أنديرس غران على موقع ميوزك برينز (الإنجليزية)
- أنديرس غران على موقع ديسكوغز (الإنجليزية)